# Piet Schrijvers
Piet Schrijvers (Jutphaas, 15 december 1946 – Ermelo, 7 september 2022) was een Nederlands voetballer en voetbaltrainer. Hij was een doelverdediger die onder andere uitkwam voor FC Twente, Ajax, PEC Zwolle en het Nederlands elftal. Schrijvers kreeg in zijn keepersloopbaan tal van bijnamen. De bekendste waren De Beer van de Meer, De Bolle van Zwolle en Het Lek van PEC.

## Voetballoopbaan

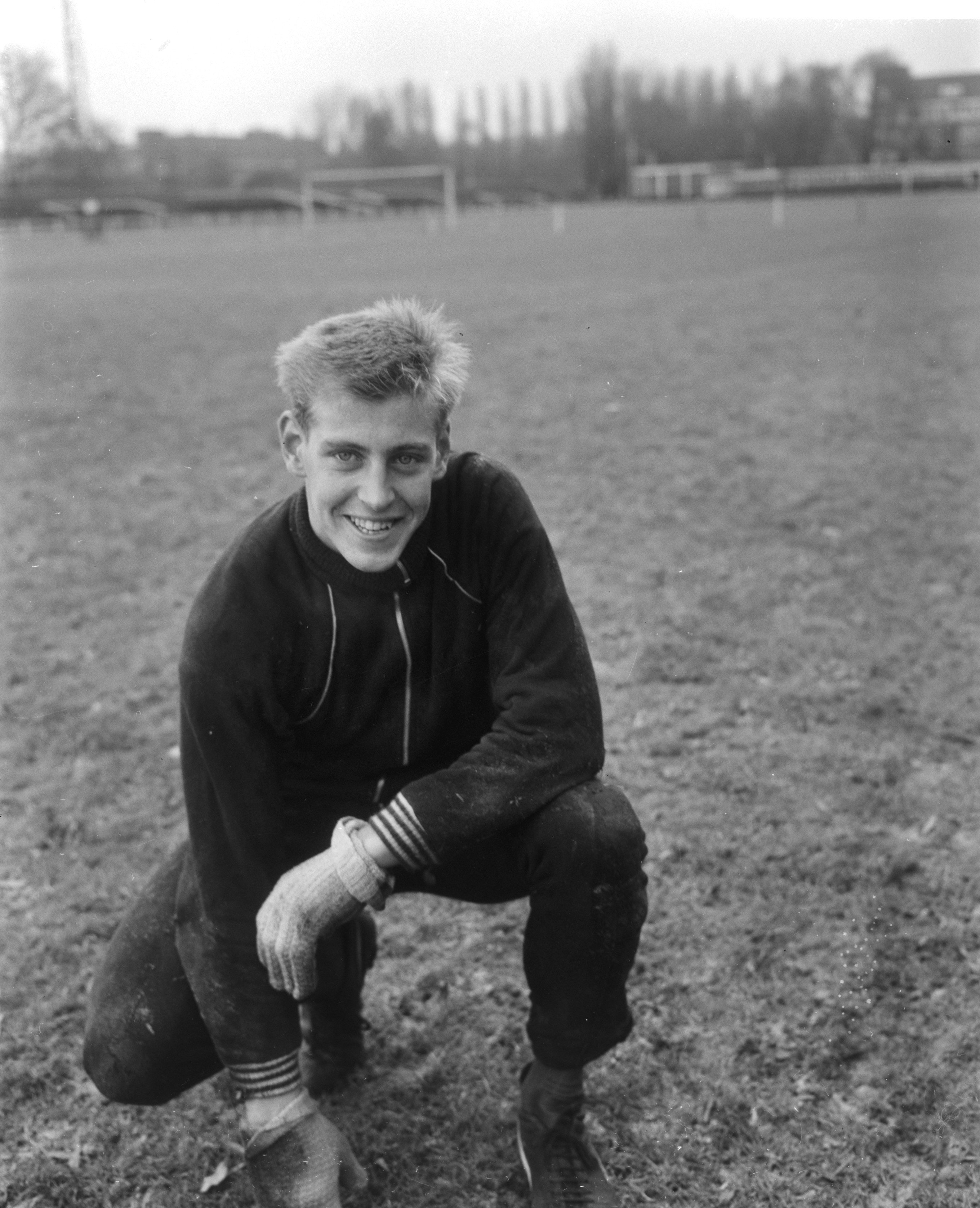
Piet Schrijvers als reservekeeper van DWS (1965)

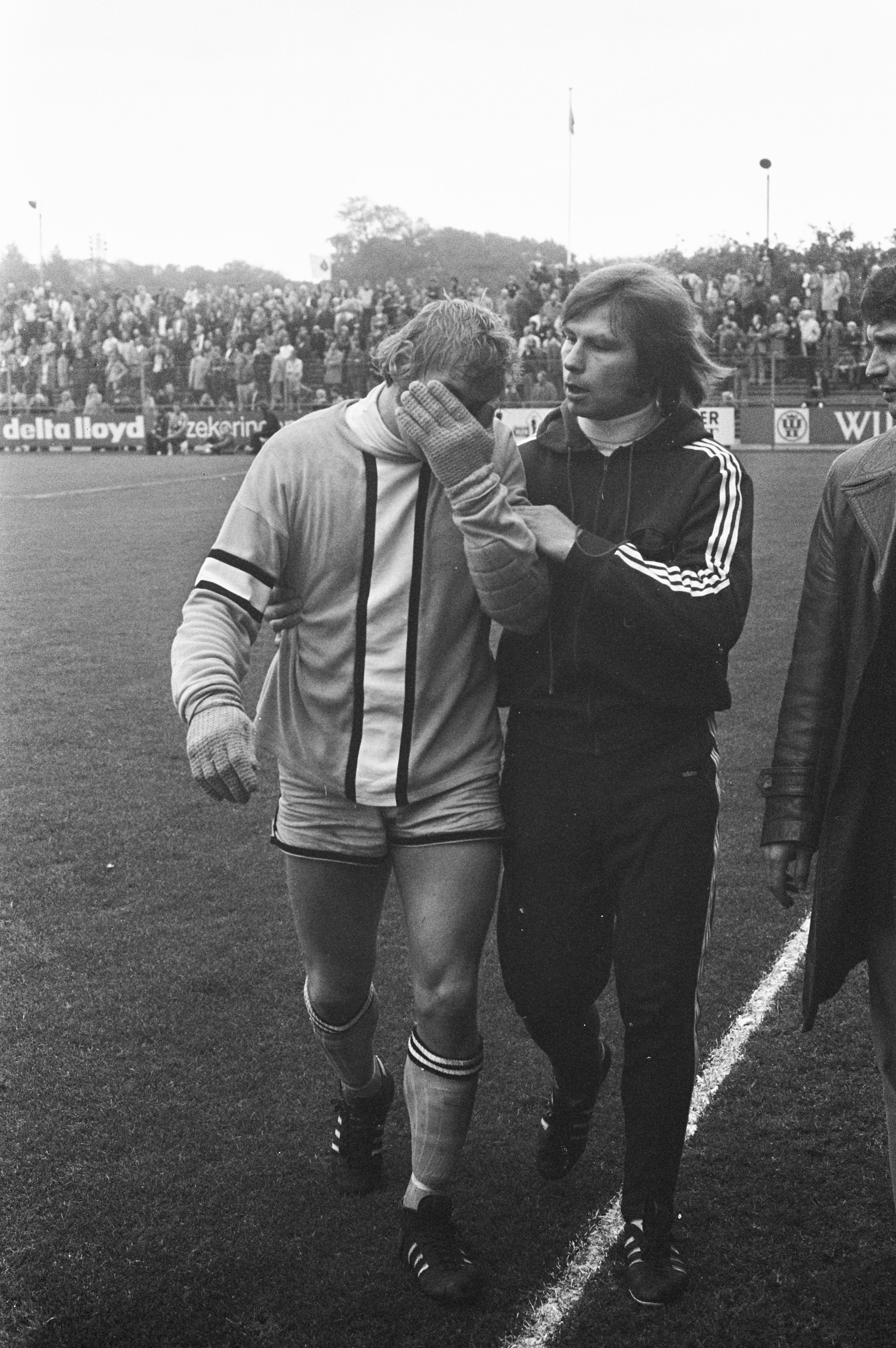
Twente-keeper Schrijvers verlaat geblesseerd het veld tegen Telstar (1972)

### Jeugd
Schrijvers was van kinds af aan gek van voetbal en altijd met een voetbal op straat te vinden in zijn geboorteplaats Jutphaas. Hij voetbalde in zijn jeugd bij de amateurclub VV RUC uit Utrecht en meldde zich bij SEC toen zijn familie naar Soest verhuisde.
Hij bezocht de christelijke school aan de Prins Bernhardlaan waar hij op het schoolplein menig balletje trapte. In de aspiranten A1 liep hij in een wedstrijd tegen KVVA uit Amersfoort een gebroken scheenbeen op toen een medespeler bij een poging de bal weg te trappen het been van Schrijvers raakte in plaats van de bal. Na zijn herstel was een hoogtepunt zijn reis als aanvoerder van de aspiranten naar Hannover. Het was voor het eerst dat hij de grens overging, een uitstapje dat hij later als een superbelevenis aanhaalde als het over zijn jeugd ging. Hij koesterde de foto waarop hij als aanvoerder zijn Duitse collega een vaantje overhandigde.
De jonge doelman met een voor zijn leeftijd fors postuur ontwikkelde zich snel. Al op veertienjarige leeftijd debuteerde hij in het eerste van SEC. Hij viel daarin zo op door zijn solide keeperswerk dat men bij SEC vreesde voor zijn vertrek als scouts hem in het vizier zouden krijgen. Alleen om die reden werd hij, de beste doelman in de regio, niet gekozen in een gecombineerd elftal van SEC, Baarn, IJsselmeervogels en Spakenburg. Hij bleef nog een jaar bij SEC, maar zijn vertrek was niet tegen te houden. 

### HVC en DWS
In 1963 was HVC was zijn volgende club. Hij maakte op zestienjarige leeftijd zijn profdebuut voor de Amersfoortse club, die op dat moment in de Tweede divisie uitkwam. Tevens werd hij geselecteerd voor de Nederlandse UEFA-jeugd onder leiding van Georg Keßler. In 1965 werd hij ingelijfd door DWS uit Amsterdam, waar hij tweede keeper werd achter Jan Jongbloed. In zijn eerste seizoen bij DWS was hij lange tijd uitgeschakeld na een auto-ongeluk, maar in zijn tweede seizoen wist hij Jongbloed uit de basis te verdringen. Aan het einde van seizoen 1967/68 kwam hij echter op de transferlijst terecht, nadat de nieuw aangetrokken trainer Leslie Talbot aangaf meer vertrouwen in Jongbloed te hebben.

### FC Twente
Door trainer Kees Rijvers werd Schrijvers vervolgens naar FC Twente gehaald. De ploeg deed verrassend lang mee om het landskampioenschap en werd uiteindelijk derde, veruit de beste prestatie van de club tot dan toe. Schrijvers was zes seizoenen de eerste keeper van FC Twente en speelde in deze periode 233 wedstrijden in de competitie, beker en Europacup. In seizoen 1970/71 reikte de ploeg tot de kwartfinale van de Jaarbeursstedenbeker en twee jaar later tot de halve finale van de UEFA Cup. Met Schrijvers en verdedigers als Kees van Ierssel, Epi Drost en Willem de Vries was Twente vooral in seizoen 1971/72 een moeilijk te passeren horde in de competitie, met slechts dertien tegendoelpunten. Schrijvers ontving hiervoor de Tonny van Leeuwen-trofee. In het seizoen 1973/74 werd Twente onder trainer Spitz Kohn tweede in de competitie, wat tot het seizoen 2009/10 de hoogste eindklassering van de club is geweest.
Inmiddels had Schrijvers aan Twente te kennen gegeven niet door te willen gaan bij de Enschedese ploeg. Valencia bood 900.000 gulden (400.000 euro) maar dit was in de ogen van FC Twente te weinig. Schrijvers voerde begin 1974 tevens gesprekken met Ajax. Pas in juli kwam het tot een overeenkomst, waarna hij voor een kleine 500.000 gulden vertrok naar de Amsterdammers.

### Ajax

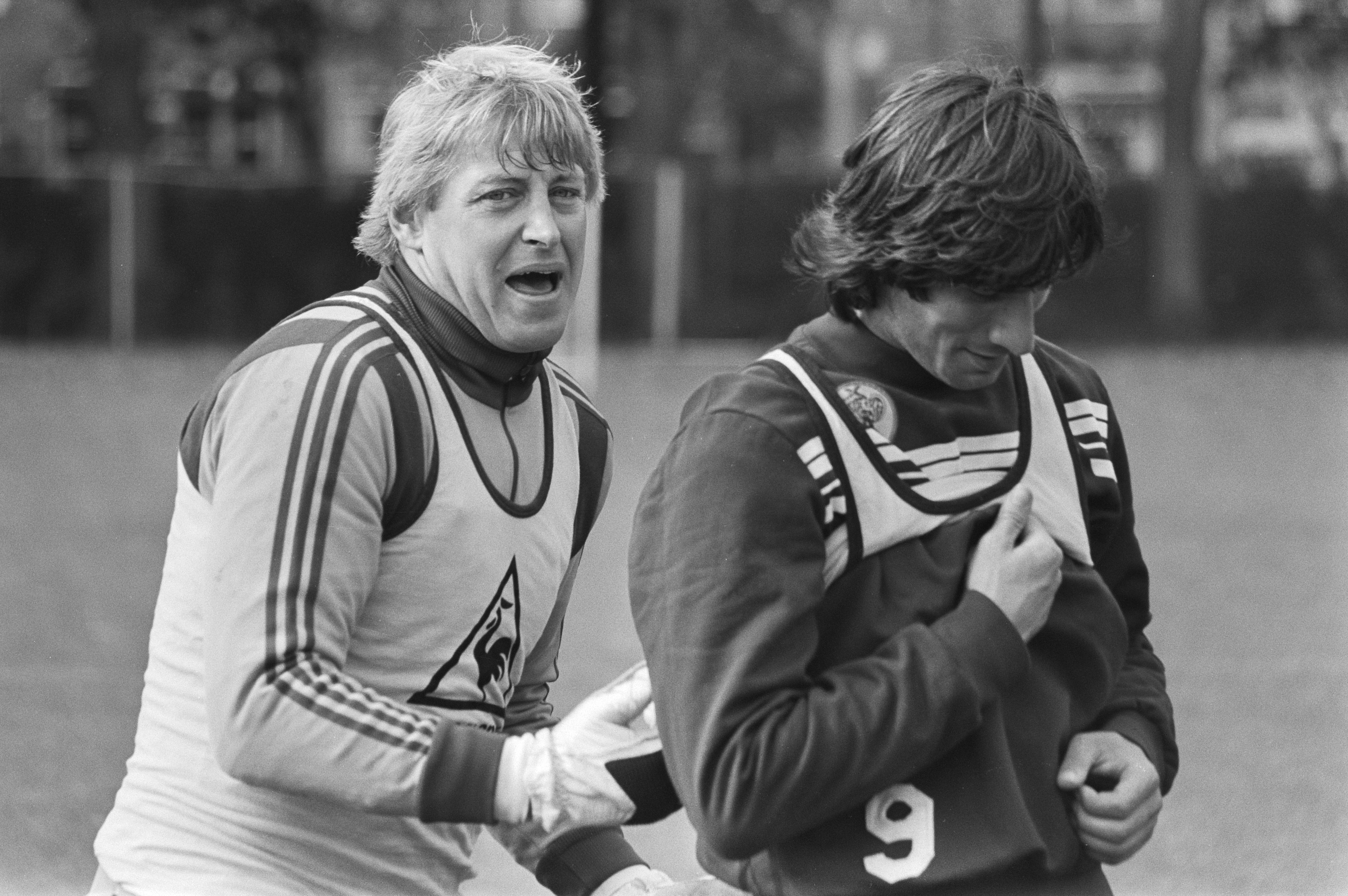
Schrijvers en La Ling tijdens een Ajax-training (1981)

In negen seizoenen kwam Schrijvers tot 269 competitiewedstrijden voor Ajax. Met de club werd hij vijf keer landskampioen tussen 1976/77 en 1982/83, en speelde hij vijf bekerfinales tussen 1977/78 en 1982/83, waarvan er twee gewonnen werden. In het seizoen 1979/80 kwam Schrijvers met Ajax tot de halve finale van de Europacup I.
Hoewel hij in het seizoen 1982/83 ondanks concurrentie van Hans Galjé, Sjaak Storm en Stanley Menzo nog steeds de eerste doelman was van Ajax – Schrijvers was zelfs verkozen tot Voetballer van het Jaar – besloot hij de club aan het einde van het jaar te verlaten. 

### PEC Zwolle
Na misgelopen onderhandelingen met Edmonton Eagles uit Canada en FC Groningen, tekende hij uiteindelijk verrassend bij PEC Zwolle. Na een moeizaam tweede seizoen bij PEC samen met zijn oude ploegmakker destijds bij FC Twente en Ajax, René Notten, maakte Schrijvers in april 1985 bekend na het seizoen te zullen stoppen met betaald voetbal. PEC Zwolle degradeerde aan het eind van dat seizoen 1984/85 uit de Eredivisie.

## Statistieken
| Seizoen | Club       | Land      | Competitie | Wed. | Goals |
| ------- | ---------- | --------- | ---------- | ---- | ----- |
| 1965/66 | DWS        | Nederland | Eredivisie | 23   | 0     |
| 1966/67 | DWS        | Nederland | Eredivisie | 17   | 0     |
| 1967/68 | FC Twente  | Nederland | Eredivisie | 34   | 0     |
| 1968/69 | FC Twente  | Nederland | Eredivisie | 34   | 0     |
| 1969/70 | FC Twente  | Nederland | Eredivisie | 33   | 0     |
| 1970/71 | FC Twente  | Nederland | Eredivisie | 31   | 0     |
| 1971/72 | FC Twente  | Nederland | Eredivisie | 30   | 0     |
| 1973/74 | FC Twente  | Nederland | Eredivisie | 30   | 0     |
| 1974/75 | Ajax       | Nederland | Eredivisie | 26   | 0     |
| 1975/76 | Ajax       | Nederland | Eredivisie | 31   | 0     |
| 1976/77 | Ajax       | Nederland | Eredivisie | 30   | 0     |
| 1977/78 | Ajax       | Nederland | Eredivisie | 26   | 0     |
| 1978/79 | Ajax       | Nederland | Eredivisie | 30   | 0     |
| 1979/80 | Ajax       | Nederland | Eredivisie | 33   | 0     |
| 1980/81 | Ajax       | Nederland | Eredivisie | 34   | 0     |
| 1981/82 | Ajax       | Nederland | Eredivisie | 27   | 0     |
| 1982/83 | Ajax       | Nederland | Eredivisie | 32   | 0     |
| 1983/84 | PEC Zwolle | Nederland | Eredivisie | 34   | 0     |
| 1984/85 | PEC Zwolle | Nederland | Eredivisie | 28   | 0     |
| Totaal  | Totaal     | Totaal    | Totaal     | 563  | 0     |

## Erelijst
Ajax
- Eredivisie

1976/77, 1978/79, 1979/80, 1981/82, 1982/83
- KNVB beker

1978/79, 1982/83
Persoonlijk
- Voetballer van het Jaar

1982/83

## Interlandloopbaan

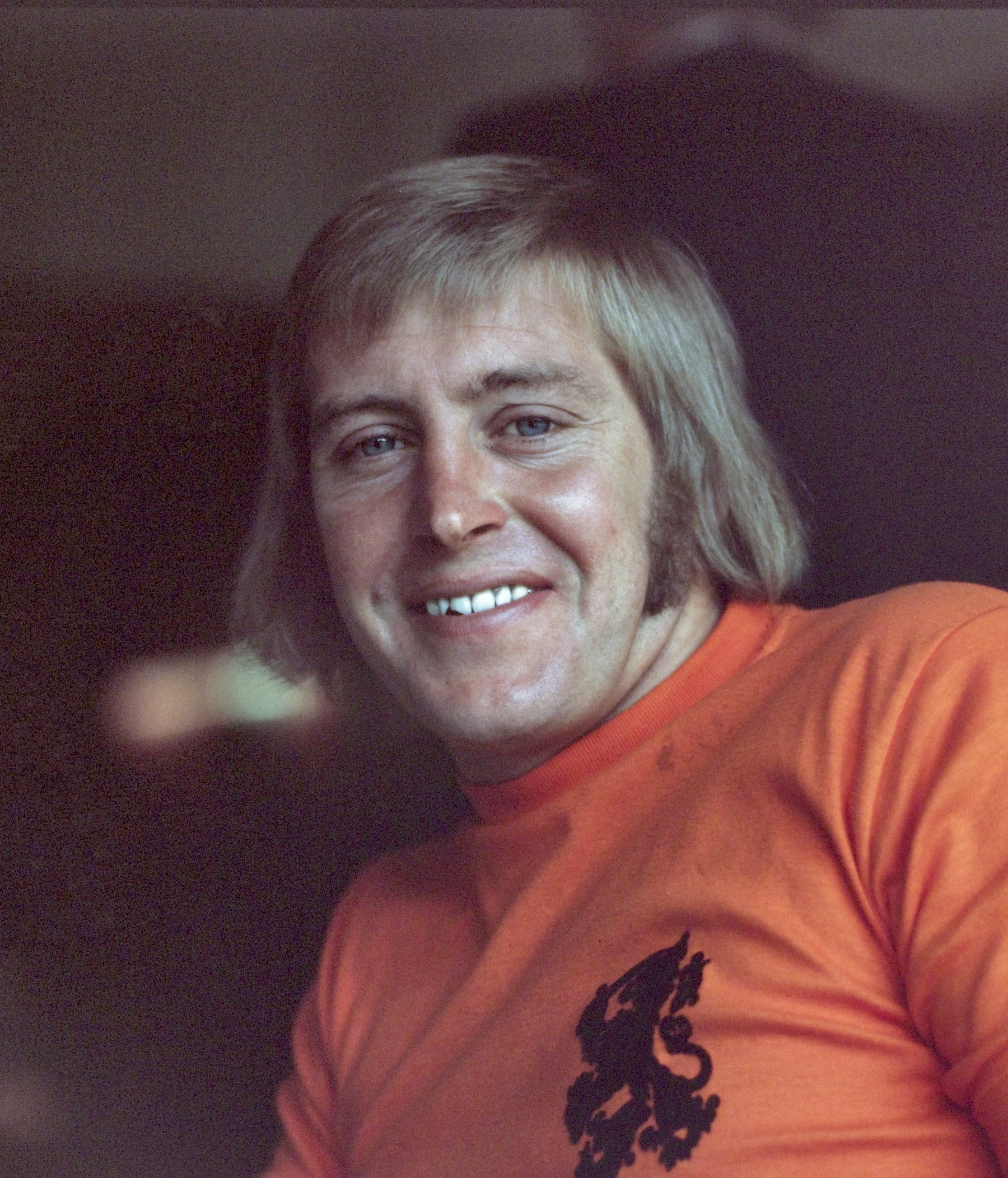
Schrijvers in voorbereiding op het WK voetbal (1974).

Schrijvers werd in 1969 door bondscoach Georg Keßler voor het eerst opgeroepen voor het Nederlands elftal. Onder bondscoach František Fadrhonc maakte hij op 1 december 1971 zijn interlanddebuut, in een wedstrijd tegen Schotland. Meestal was Schrijvers reservedoelman achter Jan van Beveren. Toen deze wegens een liesblessure moest afzeggen voor het WK voetbal van 1974 rekende Schrijvers op speelminuten, maar Jan Jongbloed kreeg het vertrouwen van Rinus Michels.
Vanaf 1975 wist Schrijvers zich op te werken tot eerste keeper van het Nederlands elftal. In de aanloop naar het WK voetbal van 1978 werd hij echter opnieuw gepasseerd ten faveure van Jongbloed. In de tweede ronde van het WK kreeg Schrijvers toch een kans en speelde hij met het steeds beter op dreef komende Nederlands elftal in de tweede poulefase tegen Oostenrijk, West-Duitsland en Italië. Nadat hij in de laatste wedstrijd geblesseerd uitviel na een botsing met ploeggenoot Ernie Brandts, zat hij in de verloren finale tegen Argentinië op de tribune.
In dienst van PEC Zwolle speelde Schrijvers nog zes interlands. Zijn laatste landenwedstrijd was op 14 maart 1984 tegen Denemarken. Nederland was inmiddels uitgeschakeld voor het EK van dat jaar en Schrijvers verloor zijn plek onder de lat definitief aan Hans van Breukelen.

## Bijnamen
In zijn Ajaxtijd stond Schrijvers bekend als De Beer van De Meer, verwijzingen naar zijn imposante gestalte (hij woog meer dan 100 kg) en naar de naam van het toenmalige Ajax-stadion. Na Ajax speelde hij bij PEC Zwolle en werd zijn bijnaam De Bolle van Zwolle. Zijn minder succesvolle periode bij PEC Zwolle – de club degradeerde in Schrijvers' laatste seizoen – leverde hem de bijnaam Het Lek van PEC op.

## Trainerschap
Nadat hij gestopt was als speler werd Schrijvers in 1985 de assistent van trainer Co Adriaanse van PEC Zwolle. In 1987 werd hij hoofdtrainer van FC Wageningen. Nadat hij bij Wageningen werd ontslagen werd hij keeperstrainer bij FC Twente en FC Utrecht. In 1991 werd hij trainer van Eerste divisionist T.O.P. uit Oss. In 1994 wist hij met AZ bijna naar de Eredivisie te promoveren. Uit onvrede met het aantrekken van technisch manager Theo Vonk, leverde hij in november 1994 zijn contract bij AZ in. Van 1995 tot 1996 was hij trainer van FC Zwolle. Later was hij nog keeperstrainer van PSV en de nationale ploeg van Saoedi-Arabië, trainer van het Arubaanse SV Dakota en van diverse Nederlandse amateurclubs, waaronder Achilles 1894 uit Assen.. Zijn laatste klus was het trainen van FZO uit Zeist, waar hij in 2009 kampioen mee werd.

## Gezondheid en overlijden
In 2019 werd bekend dat Schrijvers aan de ziekte van Alzheimer leed, waar hij op 7 september 2022 op 75-jarige leeftijd aan overleed. Schrijvers verbleef sinds de ziekte bij hem werd vastgesteld in verzorgingshuis Arcade in Ermelo.

## Necrologie
Willem Vissers, 'Piet Schrijvers (1946-2022)', De Volkskrant zaterdag 10 september 2022, p. 32-33